# 唐山北駅
唐山北駅（とうざんきたえき）は河北省唐山市豊潤区にある、中国国家鉄路集団（CR）京哈線の駅。北京駅から151km、ハルビン駅から1098kmの位置にある。北京局所属の三等駅に設定されている。

## 駅周辺
- 恵徳超市
- 北京鉄路局天津分局豊潤医院
- 豊潤鉄路中学
- 唐山市広播電視大学豊潤分校
- 唐山市豊潤区医院路小学
- 豊潤百貨大楼

## 歴史
- 1976年 - 「豊潤駅」として開業。
- 2006年12月20日 - 「唐山北駅」に改名。

## 隣の駅
中国国家鉄路集団
京哈線
富荘子駅 - 唐山北駅 - 銀城鋪駅